# Amblystegium
Amblystegium, rod pravih mahovina u redu Hypnales, porodica Amblystegiaceae. Postoji 17 priznatih vrsta rasprostranjenih po cijelom svijetu, a najviše po Sjevernoj Americi i Europi.

## Vrste
1. Amblystegium arvernense Thér.
2. Amblystegium camisassae Tosco & Piovano
3. Amblystegium campyliopsis Dixon
4. Amblystegium chalaropelma Müll. Hal. ex Renauld
5. Amblystegium cuspidarioides (Müll. Hal.) Broth.
6. Amblystegium glaziovii Broth.
7. Amblystegium patentiflexuosum Dixon
8. Amblystegium pseudosubtile Hedenäs
9. Amblystegium radicale (P. Beauv.) Schimp.
10. Amblystegium rishiriense Kanda
11. Amblystegium serpens (Hedw.) Schimp.
12. Amblystegium sparsile (Mitt.) A. Jaeger
13. Amblystegium speirophyllum Kindb.
14. Amblystegium strictoserpens Dixon
15. Amblystegium subulatum Cardot
16. Amblystegium tenuifolium Kindb.
17. Amblystegium varium (Hedw.) Lindb.